# Programa Ampliado de Imunização
O Programa Ampliado de Imunização é um programa da Organização Mundial da Saúde (OMS) com o objetivo de disponibilizar vacinas para todas as crianças. 

## História
A Organização Mundial da Saúde (OMS) iniciou o Programa Ampliado de Imunização (PAV) no ano de 1974 (em maio) com o objetivo de vacinar crianças em todo o mundo. 
Dez anos depois, em 1984, a Organização Mundial da Saúde estabeleceu um esquema de vacinação padronizado para as vacinas originais do EPI: Bacillus Calmette-Guérin (BCG), difteria-tétano-coqueluche (DTP), poliomielite oral e sarampo . O aumento do conhecimento dos fatores imunológicos da doença fez com que novas vacinas fossem desenvolvidas e adicionadas à lista de vacinas recomendadas do Programa Expandido de Vacinação: Hepatite B (HepB), febre amarela nos países endêmicos para a doença e vacina conjugada contra a meningite Haemophilus influenzae (Hib) nos países com alta carga de doença. 
Em 1999, a Aliança Global para Vacinas e Imunização (GAVI) foi criada com a única finalidade de melhorar a saúde infantil nos países mais pobres, ampliando o alcance do EPI. A GAVI reuniu uma grande coalizão, incluindo as agências e instituições da ONU (OMS, UNICEF, Banco Mundial ), institutos de saúde pública, países doadores e implementadores, a Fundação Bill e Melinda Gates e a Fundação Rockefeller, a indústria de vacinas, organizações governamentais (ONGs) e muito mais. A criação da GAVI ajudou a renovar o interesse e manter a importância das imunizações na luta contra a grande carga mundial de doenças infecciosas. 
Os objetivos atuais do Programa Expandido de Vacinação são 
- para garantir a imunização completa de crianças menores de um ano de idade em todos os distritos,
- erradicar globalmente a poliomielite,
- reduzir o tétano materno e neonatal a uma taxa de incidência de menos de um caso por 1.000 nascimentos até 2005,
- reduzir pela metade o número de mortes relacionadas ao sarampo que ocorreram em 1999, e
- estender todas as novas vacinas e intervenções preventivas de saúde para crianças em todos os distritos do mundo. [4]

Além disso, a GAVI (Aliança Global para Vacinação e Imunização) estabeleceu marcos específicos para atingir as metas do EPI: que até 2010 todos os países tenham cobertura de vacinação de rotina de 90% de sua população infantil, que a HepB (Haemophilus influenzae do tipo B)  seja introduzida em 80% de todos os países até 2007 e que 50% dos países mais pobres têm vacina Hib até 2005. 

## Implementação
Em cada um dos estados membros das Nações Unidas, os governos nacionais criam e implementam suas políticas de programas de vacinação seguindo as diretrizes estabelecidas pelo Programa Expandido de Vacinação. A criação de um programa de imunização é multifacetada e contém muitos componentes complexos, incluindo um sistema confiável de cadeia de frio, transporte para a entrega das vacinas, manutenção de estoques de vacinas, treinamento e monitoramento de profissionais de saúde, programas educacionais de divulgação para informar o público e um meio de documentar e registrar qual criança recebe quais vacinas.

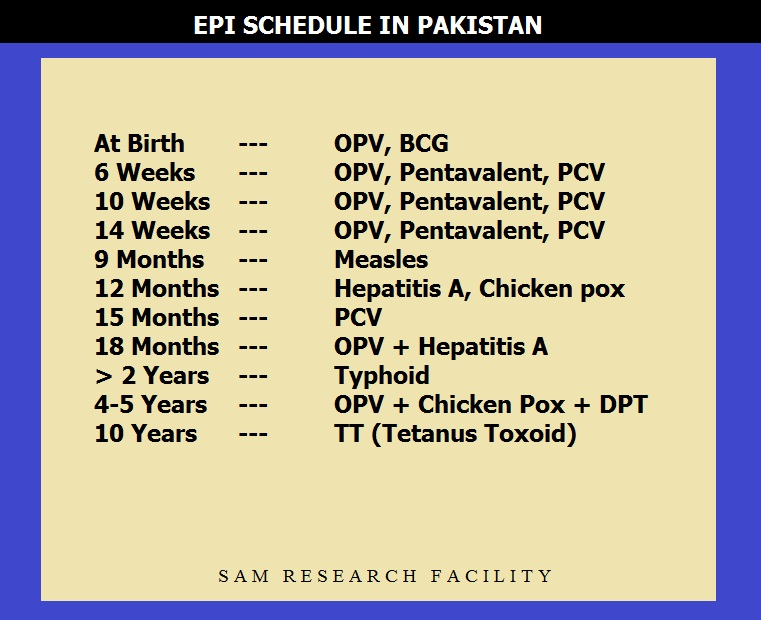
Cronograma de EPI implementado no Paquistão

Cada região tem maneiras ligeiramente variadas de organizar e implementar seus programas de imunização com base em seu nível de infraestrutura De Saúde. 
Algumas áreas terão locais fixos para vacinação: estabelecimentos de saúde, como hospitais ou postos de saúde, que incluem vacinação com muitas outras atividades de saúde. Mas em áreas onde o número de unidades de saúde estruturadas é pequeno, equipes de vacinação móveis compostas por funcionários de uma unidade de saúde podem entregar vacinas diretamente em cidades e vilarejos individuais. Esses serviços de 'alcance' são frequentemente agendados ao longo do ano. No entanto, em países especialmente subdesenvolvidos, onde não há comunicação e infraestrutura adequadas, o cancelamento das visitas de imunização planejadas leva à deterioração do programa. Uma estratégia melhor nesses locais é a técnica de 'imunização por pulso', onde 'pulsões' de vacinas são administradas às crianças em campanhas anuais de vacinação.  
Estratégias adicionais são necessárias se a área do programa consistir em comunidades urbanas pobres, porque essas áreas tendem a ter baixa adesão aos programas de vacinação. A captação domiciliar (porta a porta), também chamada de canalização, é usada para aumentar a aceitação em grupos tão difíceis de alcançar. Finalmente, campanhas periódicas de vacinação em massa em nível nacional estão sendo cada vez mais incluídas nos programas. 

## Avaliação
Em cada país, os programas de imunização são monitorados usando dois métodos: um método administrativo e por meio de pesquisas comunitárias. O método administrativo usa dados de imunização de clínicas públicas, privadas e de ONGs. Assim, a precisão do método administrativo é limitada pela disponibilidade e precisão dos relatórios dessas instalações. Este método é facilmente realizado em áreas onde os serviços governamentais entregam as imunizações diretamente ou onde o governo fornece as vacinas às clínicas. Em países sem infra-estrutura para fazer isso, pesquisas baseadas na comunidade são usadas para estimar a cobertura da vacinação. 
As pesquisas baseadas na comunidade são aplicadas usando um método de pesquisa de amostragem por conglomerados modificado desenvolvido pela Organização Mundial da Saúde. A cobertura vacinal é avaliada usando uma abordagem de amostragem em dois estágios, na qual são selecionados 30 conglomerados e sete crianças em cada conglomerado. Os profissionais de saúde com pouca ou nenhuma experiência em estatística e amostragem são capazes de realizar a coleta de dados com treinamento mínimo.   Essa implementação de pesquisa fornece uma maneira de obter informações de áreas onde não há uma fonte de dados confiável. Também é usado para validar a cobertura vacinal relatada (por exemplo, a partir de relatórios administrativos) e espera-se que estime a cobertura vacinal em 10%. 
Pesquisas ou questionários, embora considerados imprecisos devido ao autorrelato, podem fornecer informações mais detalhadas do que apenas relatórios administrativos. Se os registros domiciliares estiverem disponíveis, o status vacinal deve ser determinado e as datas de vacinação podem ser revisadas para determinar se foram dadas na idade ideal e em intervalos apropriados. As imunizações perdidas podem ser identificadas e qualificadas. É importante ressaltar que os sistemas de entrega de vacinas além das clínicas usadas para avaliação administrativa podem ser identificados e incluídos na análise. 

## Resultados
Antes do início do programa avançado de vacinação, a cobertura de vacinação infantil para tuberculose, difteria, coqueluche, tétano, poliomielite e sarampo era estimada em menos de 5%. Agora, a cobertura não só aumentou para 79 por cento,  foi expandida para incluir vacinas para hepatite B, Haemophilus influenzae tipo B, rubéola, tétano e febre amarela. O impacto do aumento da vacinação é evidente pela diminuição da incidência de muitas doenças. Por exemplo, as mortes por sarampo diminuíram 60% em todo o mundo entre 1999 e 2005, e a poliomielite, embora não alcançando a meta de erradicação até 2005, diminuiu significativamente, pois havia menos de 2.000 casos em 2006. 